# Dasychira manto
Dasychira manto är en fjärilsart som beskrevs av Strck. 1900. Dasychira manto ingår i släktet Dasychira och familjen tofsspinnare. Inga underarter finns listade i Catalogue of Life.